# Тшебница
Тшебница (пол. Trzebnica, нем. Trebnitz) — город в Польше, входит в Нижнесилезское воеводство, Тшебницкий повят. Имеет статус городско-сельской гмины. Занимает площадь 8,35 км². Население — 12 159 человек (на 2004 год).

## Галерея

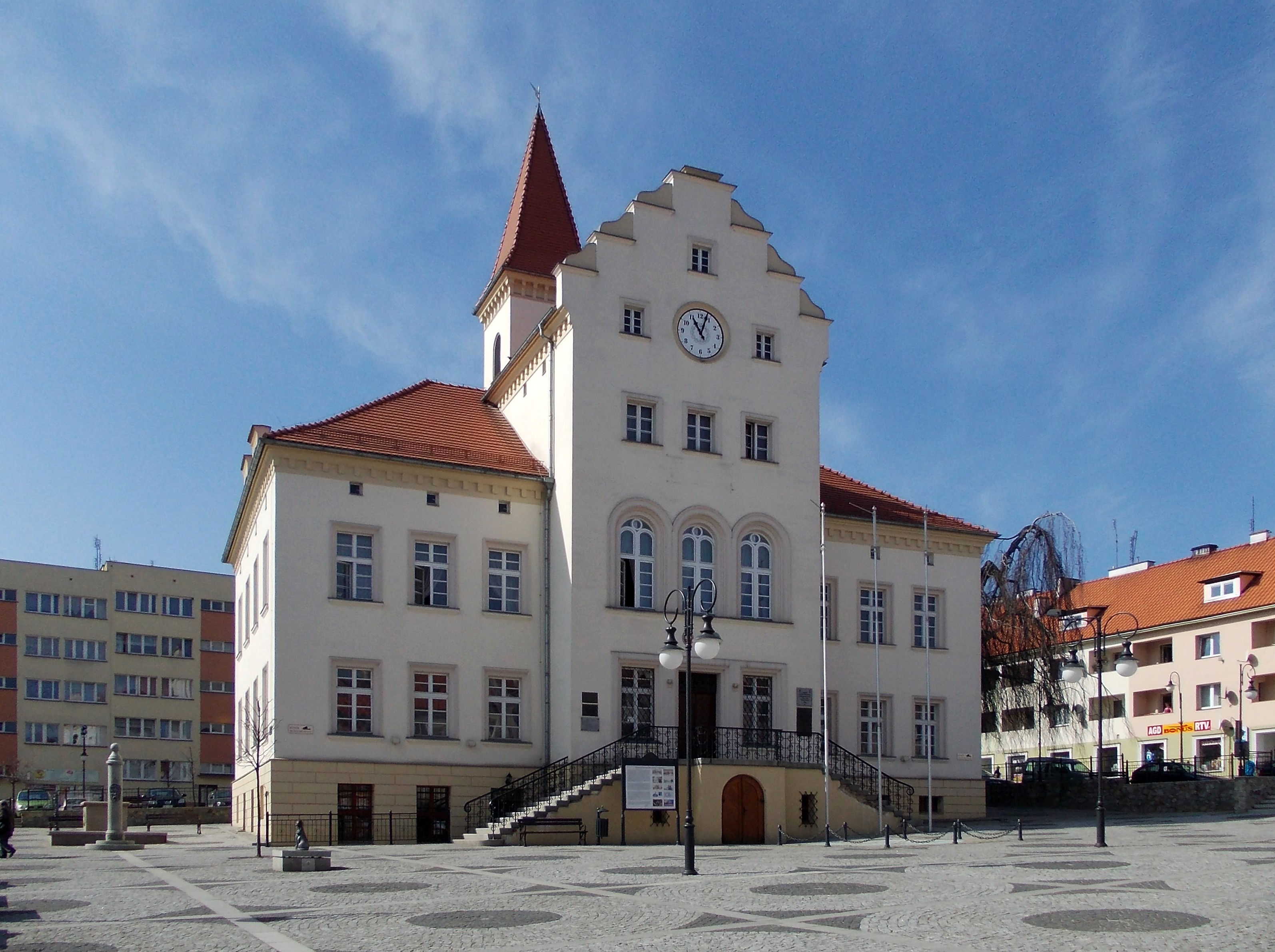
Ратуша
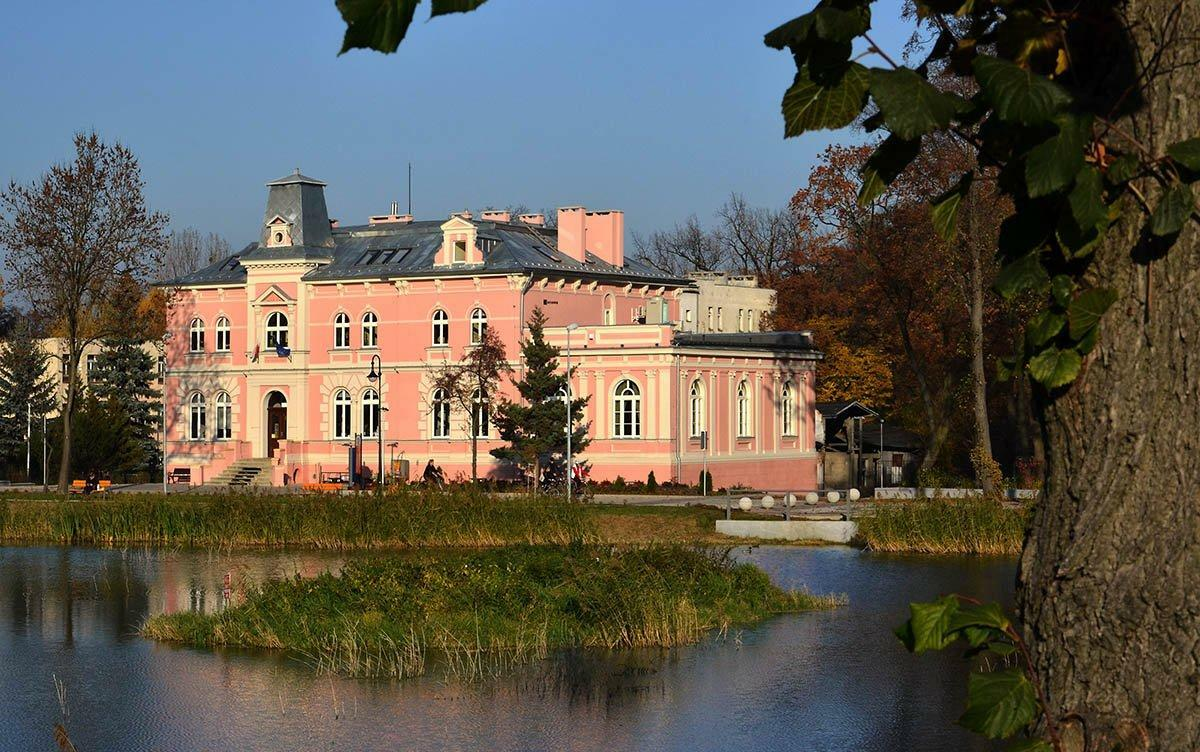
Здание правления повята
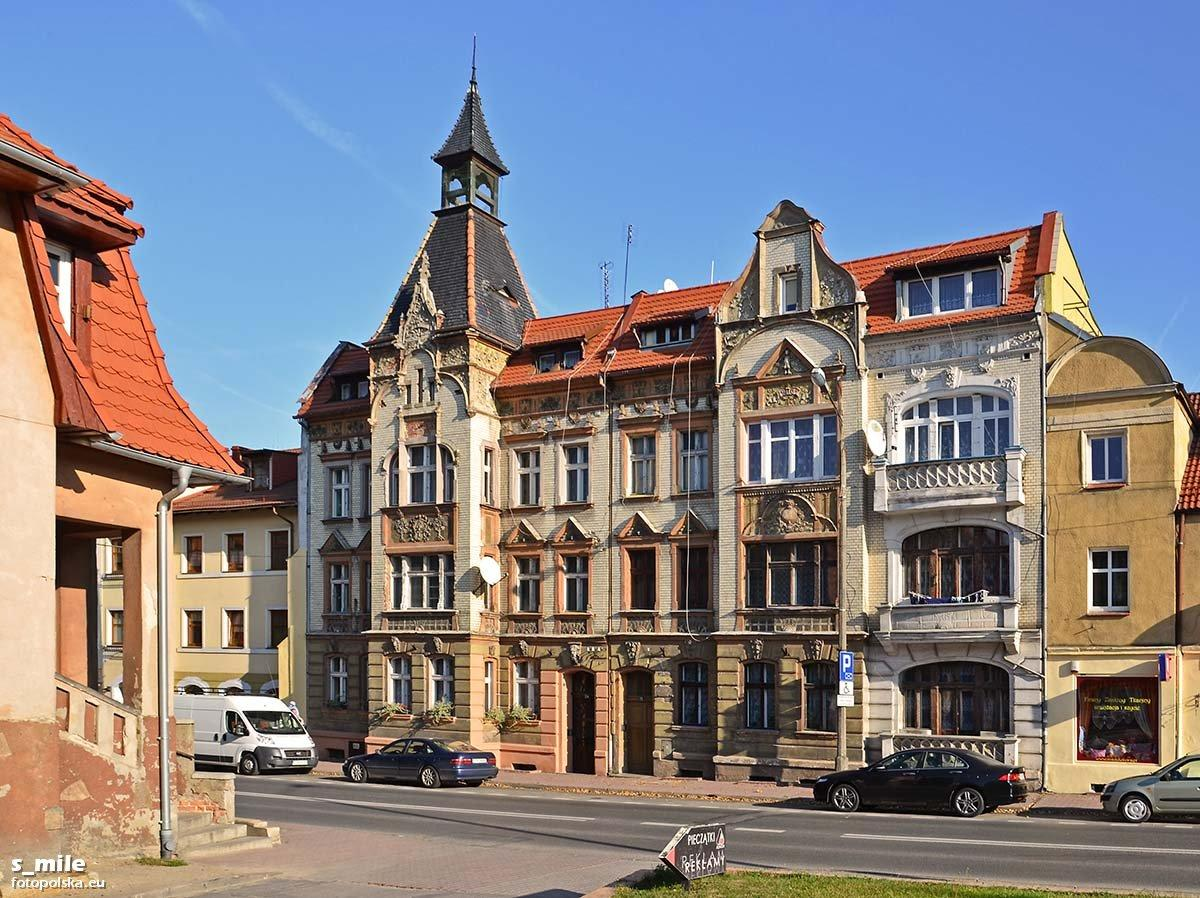
Старый дом
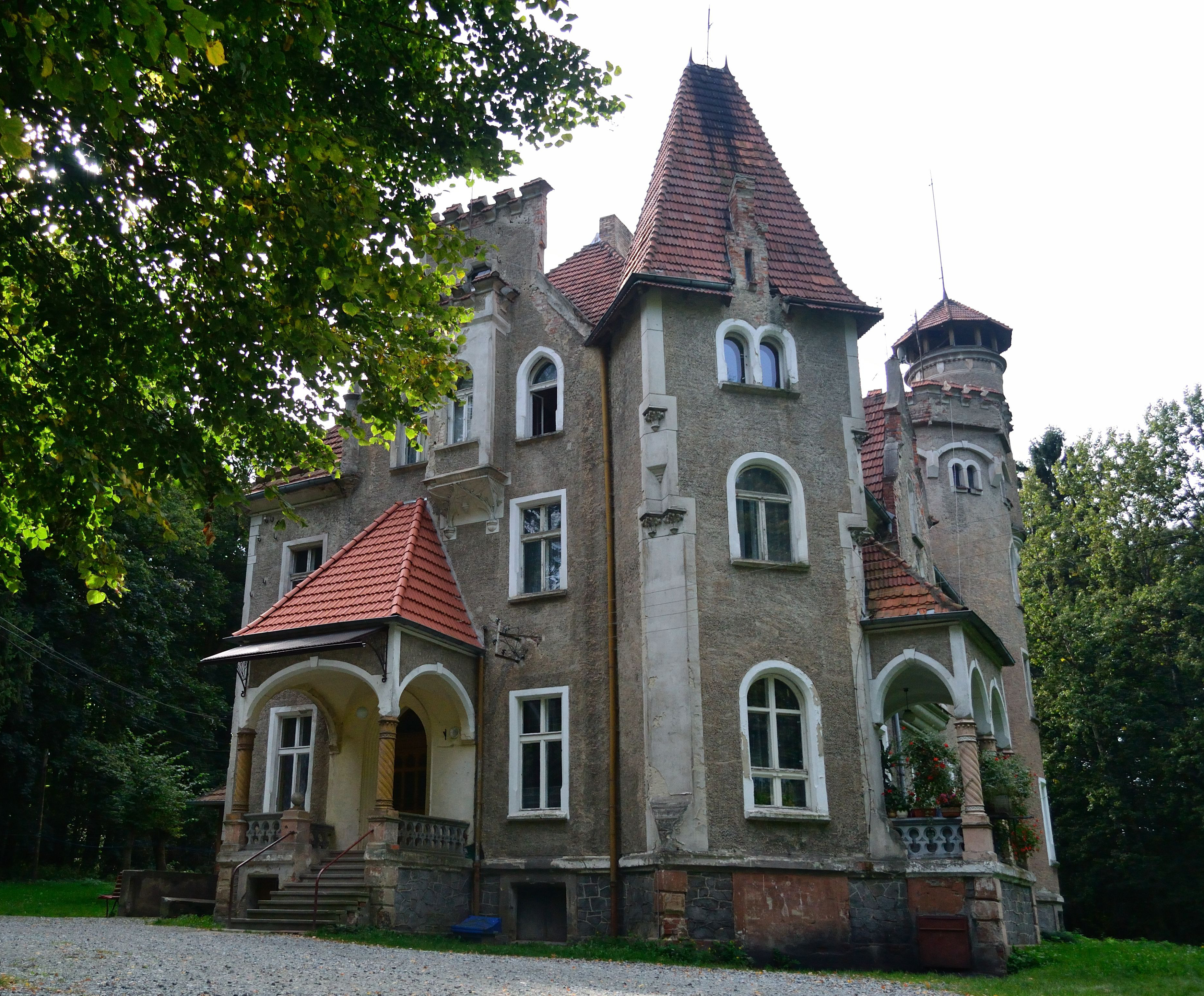
Дом в парке
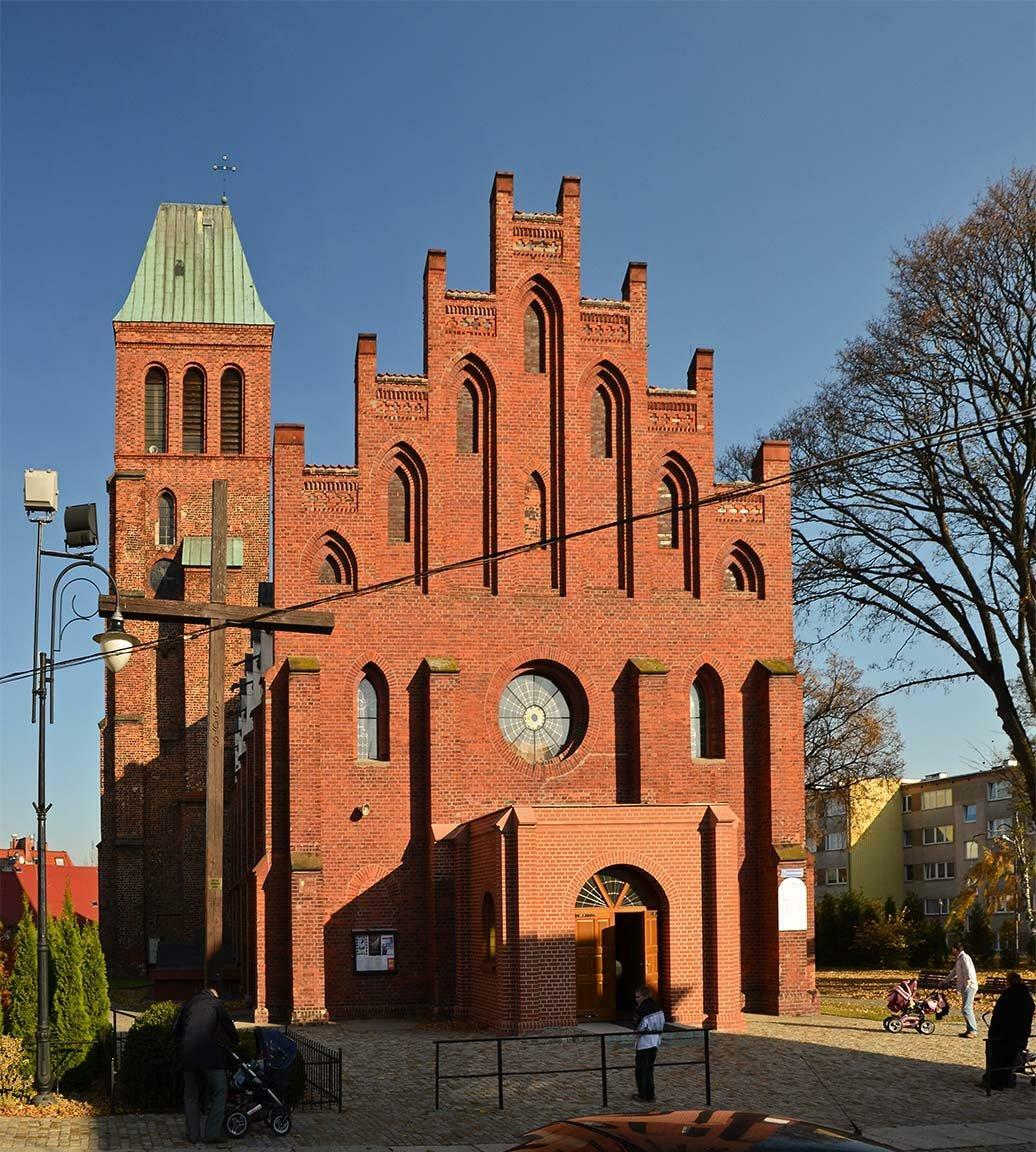
Церковь Св. Петра и Павла
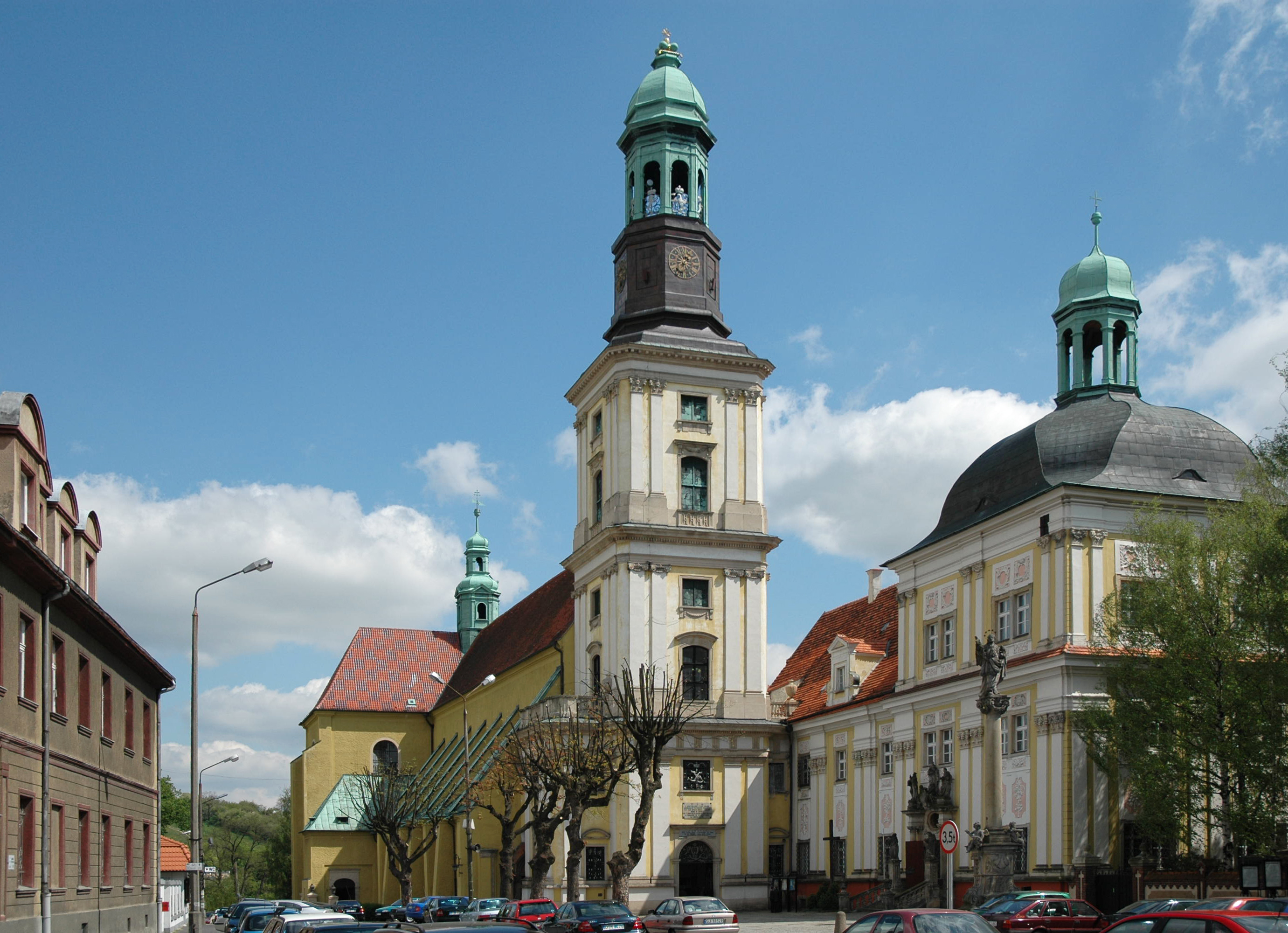
Базилика Св. Ядвиги
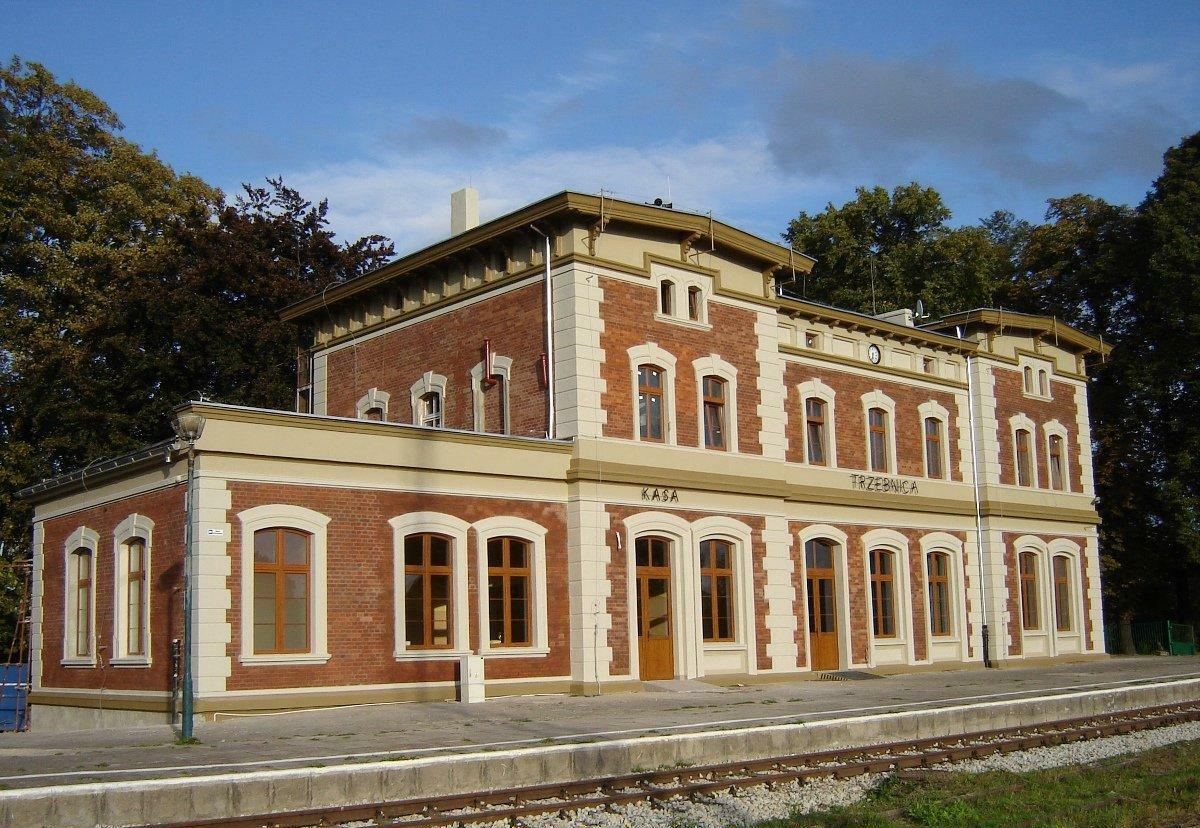
Вокзал